# Giuseppe Maddaloni
Giuseppe Maddaloni surnommé Pino Maddaloni, né le 10 juillet 1976 à Naples, est un judoka italien qui s'illustre dans la catégorie poids léger (-73 kg).

## Biographie
Giuseppe Maddaloni se révèle dans les catégories juniors où il obtient notamment un titre de vice-champion du monde en 1996 à Porto. Rapidement il s'illustre chez les séniors en remportant un titre national, une médaille aux Jeux méditerranéens de Bari et un titre continental à Oviedo. Il conserve cette médaille d'or européenne l'année suivante à Bratislava à un an de l'échéance olympique. Lors de ces Jeux olympiques organisés à Sydney, l'Italien se qualifie pour la finale lors de laquelle il triomphe du Brésilien Tiago Camilo. Il devient ainsi le second champion olympique de l'histoire du judo italien et succède à Ezio Gamba qui avait été sacré dans la même catégorie en 1980 à Moscou. Cependant et malgré de bonnes performances aux Championnats d'Europe de judo depuis ce titre olympique, l'Italien ne s'illustre plus au niveau international. Blessé quelque temps avant les Jeux d'Athènes en 2004, il ne peut défendre son titre acquis quatre ans plus tôt. De retour à la compétition, il renoue avec les podiums internationaux avec une médaille d'or aux Jeux méditerranéens d'Almería et un titre européen à Tampere.

## Palmarès

### Jeux olympiques
- Jeux olympiques de 2000 à Sydney (Australie) :
  -  Médaille d'or dans la catégorie des poids léger (-73 kg).

### Championnats d'Europe
| Catégorie / Année              | 1998 | 1999 | 2001 | 2002 | 2006 | 2008 |
| ------------------------------ | ---- | ---- | ---- | ---- | ---- | ---- |
| Moins de 73 kg Poids légers    | 1er  | 1er  | 2e   | 3e   | -    | -    |
| Moins de 81 kg Poids mi-moyens | -    | -    | -    | -    | 2e   | 3e   |

### Divers
- Jeux méditerranéens :
  -  Médaille de bronze aux Jeux méditerranéens de 1997 de Bari.
  -  Médaille d'or aux Jeux méditerranéens de 2005 d'Almería.
- Par équipes : :
  -  Médaille de bronze aux mondiaux par équipes 2002 à Bâle.
  -  Médaille d'or à l'Euro par équipes 2001 à Madrid.
- Tournoi de Paris :
  - 1 victoire en 2006.